# Novanapis
Novanapis là một chi nhện trong họ Anapidae.

## Hình ảnh

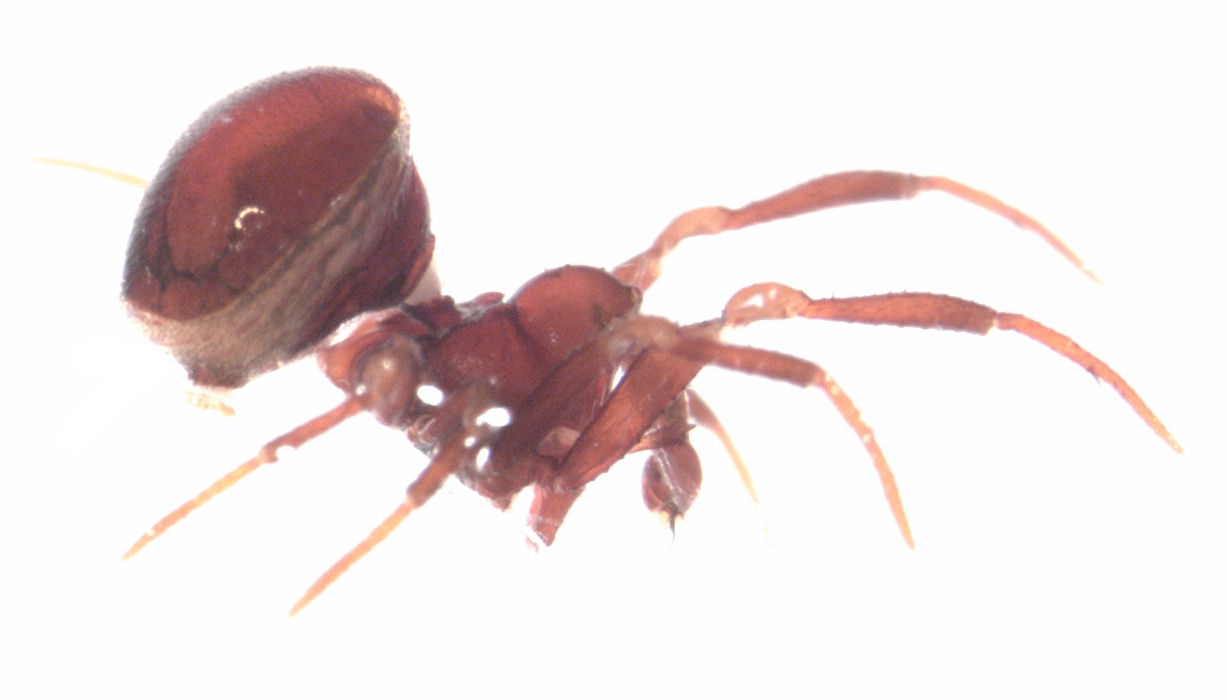